# Otelo (Dvořák)
La obertura de concierto Otelo (en checo: Othello, koncertní ouvertura), Op. 93, B. 174, fue compuesto por Antonín Dvořák en 1892 como la tercera parte de una trilogía de oberturas «Naturaleza, vida y amor». Las otras dos partes de la trilogía son En el reino de la naturaleza, Op. 91 («Naturaleza») y Obertura carnaval, Op. 92 («Vida»).
La obertura está orquestada para dos flautas (y flautín), dos oboes, corno inglés, dos clarinetes en la, clarinete bajo, dos fagotes, cuatro trompas, dos trompetas, tres trombones, tuba, timbales, triángulo, platillos, arpa y cuerdas.